# جيم كورسي (لاعب كرة قدم)
جيم كورسي (بالإيطالية: James Corsi)‏ هو لاعب هوكي الجليد ولاعب كرة قدم ومدرب كرة قدم إيطالي، ولد في 19 يونيو 1954 في مونتريال في كندا. لعب مع إدمونتون أويلرز.

## وصلات خارجية
- جيم كورسي على موقع دوري الهوكي الوطني (الإنجليزية)
- جيم كورسي على موقع EliteProspects.com (الإنجليزية)
- جيم كورسي على موقع HockeyDB.com (الإنجليزية)
- جيم كورسي على موقع Hockey-Reference.com (الإنجليزية)